# Pirații din Caraibe: Blestemul Perlei Negre
Pirații din Caraibe: Blestemul Perlei Negre (în engleză Pirates of the Caribbean: The Curse of the Black Pearl) este un film de aventuri de capă și spadă despre pirați din 2003, este primul film din o serie de cinci filme. Acesta este regizat de Gore Verbinski și produs de Jerry Bruckheimer.
Johnny Depp, Orlando Bloom și Keira Knightley au interpretat rolurile Căpitanului Jack Sparrow, al lui Will Turner și respectiv al lui Elizabeth Swann. Geoffrey Rush l-a portretizat pe crudul Hector Barbossa, iar Jack Davenport a primit rolul comandorului James Norrington.

## Distribuție
| Actor           | Rol                    |
| --------------- | ---------------------- |
| Johnny Depp     | Căpitanul Jack Sparrow |
| Orlando Bloom   | Will Turner            |
| Keira Knightley | Elizabeth Swann        |
| Geoffrey Rush   | Hector Barbossa        |
| Jack Davenport  | James Norrington       |
| Kevin McNally   | Joshamee Gibbs         |